# NGC 2312
NGC 2312 ist ein Asterismus im Sternbild Einhorn.
Das Objekt wurde am 18. Januar 1828 vom britischen Astronomen John Herschel entdeckt.